# 104. Division (Japanisches Kaiserreich)
Die 104. Division (jap. 第104師団, Dai-hyakuyon Shidan) war eine Division des Kaiserlich Japanischen Heeres, die zwischen 1938 und 1945 aufgestellt und aufgelöst wurde. Ihr Tsūshōgō-Code (militärischer Tarnname) war General-Division (将兵団, Shō-heidan) oder Shō 8974 bzw. Shō 8975.

## Geschichte der Einheit
Die 104. Division wurde am 16. Juni 1938 unter dem Kommando von Generalleutnant Miyake Toshio als Karree-Division aufgestellt und bestand aus der 107. Brigade (108. und 170. Infanterie-Regiment) und der 132. Brigade (137. und 161. Infanterie-Regiment) sowie dem 104. Kavallerie-Regiment, dem 104. Feldartillerie-Regiment und dem 104. Pionier- und Transport-Regiment. Das Hauptquartier der ca. 20.000 Mann starken Division lag in Utsunomiya.
Bereits wenige Wochen nach Aufstellung landete die 104. Division im Oktober 1938 in Kanton, Republik China an und war der 21. Armee unterstellt. Im Februar 1939 nahm sie an der Besetzung von Hainan teil, und im darauffolgenden Juni waren Teile der Division in der Operation Swatow eingebunden, die zum Ziel hatte, mit der Besetzung Swatows die Nachschublinien der Nationalchinesen in der Provinz Guangdong abzuschneiden.
Im Frühjahr 1940 wurde die 104. Division der Regionalarmee Südchina unterstellt und nahm an der Schlacht von Süd-Guangxi teil, in der 100.000 Japaner versuchten, über 150.000 Nationalchinesen von der Küste zu vertreiben und damit vom Nachschub über See abzuschneiden.
Im September 1940 wurde die Division nach Französisch-Indochina verlegt.
Ab Juni 1941 unterstand die Division der 23. Armee und war primär als Garnisonseinheit in Südchina eingesetzt. Ab April 1944 nahm sie an dem größten japanischen Unternehmen des Krieges, der Operation Ichi-gō teil, an der ca. 400.000 japanische Soldaten beteiligt waren.
Im September 1945 wurde die Division aufgelöst.

## Gliederung

### 1938
Am 1. September 1937 erfolgte die Aufstellung  als Karree-Division wie folgt:
- 104. Infanterie-Divisions-Stab (350 Mann)
  - 107. Infanterie-Brigade Stab (50 Mann)
    - 108. Infanterie-Regiment (ca. 3845 Mann)
    - 170. Infanterie-Regiment (ca. 3845 Mann)

  - 132. Infanterie-Brigade (50 Mann)
    - 137. Infanterie-Regiment (ca. 3845 Mann)
    - 161. Infanterie-Regiment (ca. 3845 Mann)

  - 104. Kavallerie-Regiment (900 Mann)
  - 104. Feldartillerie-Regiment (2100 Mann; 36 75-mm-Feldgeschütze)
  - 104. Pionier-Regiment (900 Mann)
  - 104. Transport-Regiment (ca. 750 Mann)
  - 104. Signal-Einheit (ca. 200)
  - 104. Sanitäts-Einheit (ca. 700 Mann)

Gesamtstärke: ca. 20.430 Mann

### 1941
1941 erfolgte die Umstellung zu einer Typ B "Standard" Division als Triangulare Division wie folgt:
- 104. Infanterie-Divisions-Stab (350 Mann)
- 104. Infanterie-Brigade Stab (50 Mann)
  - 108. Infanterie-Regiment (ca. 3845 Mann)
  - 137. Infanterie-Regiment (ca. 3845 Mann)
  - 161. Infanterie-Regiment (ca. 3845 Mann)
- 104. Kavallerie-Bataillon (600 Mann)
- 104. Artillerie-Regiment (2100 Mann; 36 75-mm-Feldgeschütze)
- 104. Pionier-Regiment (900 Mann)
- 104. Transport-Regiment (ca. 750 Mann)
- 104. Versorgungs-Kompanie (ca. 200 Mann)
- 104. Feldhospital (ein Feldhospital mit ca. 500 Mann)
- 104. Wasserversorgungs- und -aufbereitungs-Einheit (ca. 235 Mann)
- 104. Signal-Einheit (ca. 200)
- 104. Sanitäts-Einheit (ca. 1000 Mann)

Gesamtstärke: ca. 18.200 Mann

## Führung
Divisionskommandeure
- Miyake Toshio, Generalleutnant: 16. Juni 1938 – 17. November 1938
- Hamamoto Kisaburo, Generalleutnant: 17. November 1938 – 2. Dezember 1940
- Komoda Koichi, Generalleutnant: 2. Dezember 1940 – 1. August 1942
- Suzuki Teiji, Generalleutnant: 1. August 1942 – 23. März 1945
- Suefuji Chibun, Generalleutnant: 23. März 1945 – September 1945